# Christian Johann Berger
Christian Johann Berger (* 14. August 1724 in Wien; † 2. April 1789 in Kiel) war Professor für Medizin, Chirurgie und Hebammenkunst.

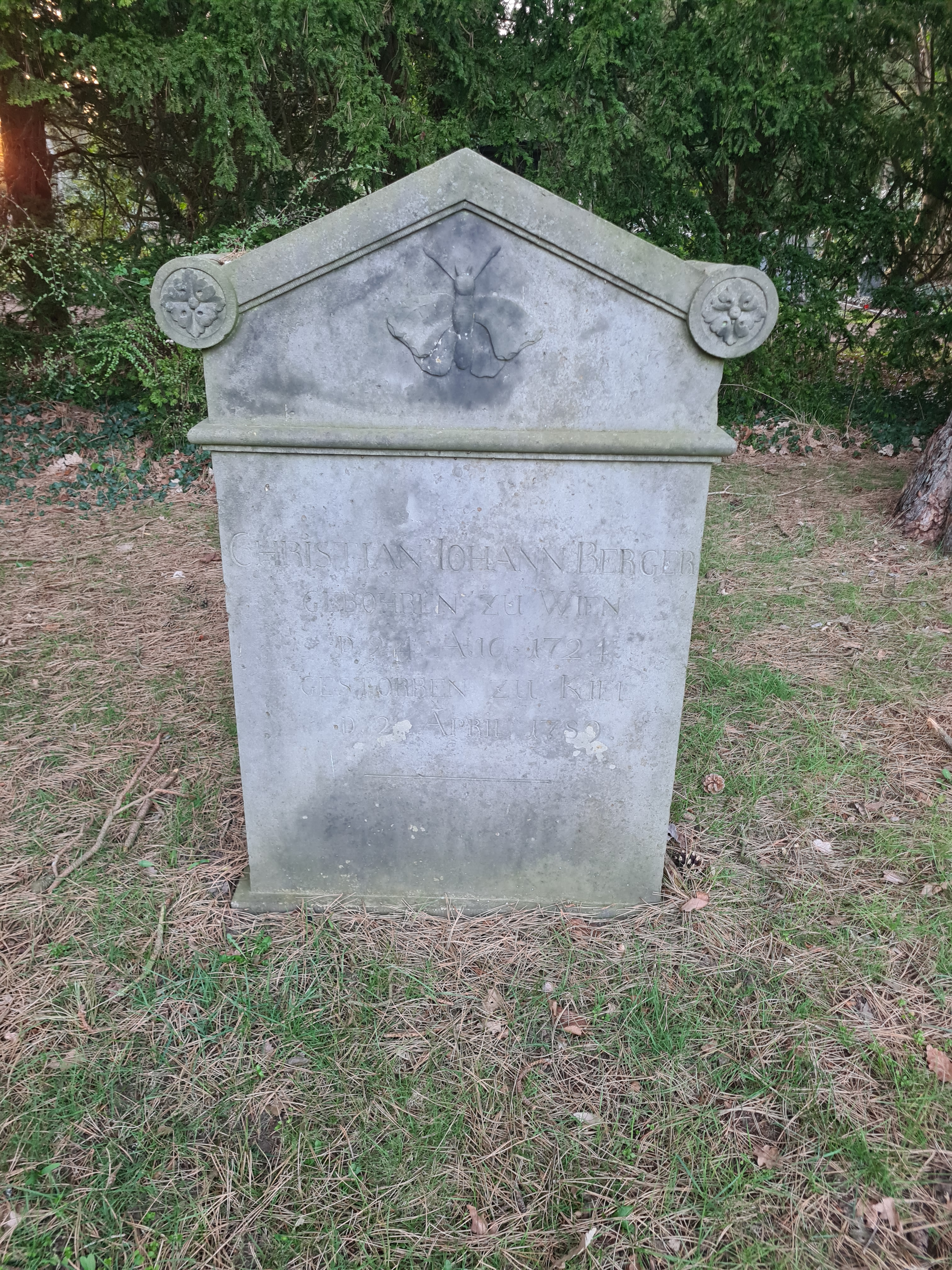
Das Grab von Christian Johann Berger auf dem Parkfriedhof Eichhof

## Wirken in Kopenhagen
Christian Johann Berger war ein Sohn von Henrik Berger († 1728) und dessen Ehefrau Elisabeth Marie, geborene Buschen. Der Vater arbeitete als Hausmeister am Hof des Gesandten Christian August von Berkentin in Wien, wo Christian Johann Berger am 14. August 1724 zur Welt kam. Er besuchte Gymnasien in Preßburg und Berlin und begann dort 1739 ein Medizinstudium. Von 1741 bis 1743 setzte er das Studium an der Universität Kopenhagen fort. Vor Abschluss des Studiums begab er für drei Jahre auf Reisen, um sich fortzubilden, darunter auch nach Straßburg, wo er sich länger aufhielt. Hier lernte er den Direktor der Entbindungsanstalt, Johann Jacob Fried, kennen. Fried unterrichtete dort als erster klinischer Lehrer Geburtshilfe und prägte Berger nachhaltig.
An der Entbindungsanstalt in Straßburg, die seit 1727 nach einem in diesem Bereich fachlich führenden Vorbild in Paris bestand, bekamen ab 1737 neben Hebammen auch Medizinstudenten Unterricht in Geburtshilfe. Berger erhielt hier eine umfangreiche Förderung seitens Johann Jacob Frieds. 1746 kehrte er an die Universität Kopenhagen zurück und beendete sein Studium. 1748 bestand er das anatomische, 1750 das chirurgische Examen.
Berger ließ sich danach in der dänischen Hauptstadt als Geburtshelfer mit eigener Praxis nieder und gewann schnell Ansehen als Lehrer und Praktiker. Ab 1755 betreute er als Arzt das Waisenhaus. 1758 erhielt er einen Ruf als Professor für Anatomie an die Königlich Dänische Kunstakademie. 1759 promovierte er über den normalen Verlauf der Geburt, trat in die Hebammenkommission ein und arbeitete als städtischer Geburtshelfer für die Stadt Kopenhagen. 1760 trat er in das Collegium medicum ein und erhielt ein Jahr später einen Ruf der Kopenhagener Universität als Professor für Medizin und Geburtshilfe. Damit übernahm er auch die Stelle des Direktors der Entbindungseinrichtung des zur Universität gehörenden Friedrich-Hospitals. Damit begründete er als erster klinischer Lehrer Dänemarks das Fachgebiet der Geburtshilfe. Berger verwendete bei den von ihm betreuten Geburten eine Geburtszange, womit er die Anzahl der Totgeburten signifikant senkte. Als erster Mediziner beschrieb er korrekt den natürlichen Geburtsvorgang bei einer Schädellage des Säuglings, der bis dahin größtenteils falsch dargestellt worden war.
Am 3. Dezember 1760 heiratete er Laurentia Thestrup (* 1740), die eine Tochter des Oberlandesgerichtsassors Christian Thestrup (1689–1750) und dessen Ehefrau Karen, geborene Fork (1709–1747) war. Sie hatte eine Schwester, die, auf Fürsprache Bergers am dänischen Hofe, Poul Egede heiratete. Bergers Ehefrau starb knapp vier Jahre nach der Hochzeit am 13. August 1764.
1768 betreute er die dänische Königin Caroline Mathilde und gelangte dadurch zu gewissem politischen Einfluss. Er gehörte als ordentliches Mitglied der Wissenschaftlichen Gesellschaft und ab 1768 als Ehrenmitglied der Kunstakademie an. Er stieg zum Leibarzt Christians VII. auf und durfte an der Betreuung des Kronprinzen Friedrich mitwirken. Außerdem saß er in den Direktorien der Erziehungsanstalt, des Pflegestifts und ab 1770 des Friedrich-Hospitals.
Berger unterhielt freundschaftliche Kontakte zu Johann Friedrich Struensee, der 1772 gestürzt und hingerichtet wurde. Da er als vermeintlicher Konspirant Struensees galt, geriet Berger in Haft. Ein folgender Prozess endete mit einem Freispruch in allen wichtigen Anklagepunkten. Trotzdem verhinderten seine Gegner eine Rückkehr in frühere Positionen.

## Wirken in Aalborg und Kiel
Berger musste Kopenhagen verlassen und bekam nur eine jährliche Pension von 300, ab 1773 dann 600 Riksdaler. Er zog nach Aalborg. In der Verbannung in Aalborg lebend nutzte Berger seiner Kontakte zu seinem Schwager Paul Egede. Nachdem dieser bei Ove Høegh-Guldberg, der nach Struensees Sturz die Regierung übernommen hatte, vorgesprochen hatte, erhielt Berger 1774 eine Professur für Medizin, Chirurgie und Geburtshilfe an der Universität Kiel. Die Zustände an der Kieler Universität entsprachen jedoch bei Weitem nicht Bergers Ansprüchen, der als einer von insgesamt fünf Professoren der Medizin der Bedeutendste war: das Niveau der medizinischen Fakultät galt als niedrig, klinische Einrichtungen, eine Hebammenschule oder eine Gebäranstalt existierten nicht. 1776 wurde Berger zum Etatrat, 1778/79 zum Rektor berufen. Aufgrund der unbefriedigenden Situation an der Fakultät ließ er sich 1779 emeritieren. Er überließ der Universität seine Bibliothek sowie 4000 Riksdaler.
Anschließend praktizierte Berger in einer Praxis in Wien, die regen Zuspruch fand. Nach einem Schlaganfall 1787 reiste er 1788 zur Erholung durch Deutschland und die Schweiz, ohne dass sich sein Zustand verbesserte. Er starb am 2. April 1789 aufgrund eines weiteren Schlaganfalls.
Eine Würdigung für seine Verdienste als Gründer der wissenschaftlichen Geburtshilfe und erster Hochschullehrer dieser Disziplin in Dänemark erfuhr Berger aufgrund des Skandals um Johann Friedrich Struensee nicht. Diese Verdienste wurden später in erster Linie seinen Schülern Mathias Saxtorph und J. Bang zugesprochen.